# Бессонная ночь (фильм, 2011)
«Бессонная ночь» (фр. Nuit blanche) — фильм, боевик режиссёра Фредерика Жардена, мировая премьера которого состоялась 16 ноября 2011 года. В России фильм вышел 2 февраля 2012 года.

## Сюжет
Действие происходит в Париже и занимает примерно 24 часа. Винсент — коррумпированный полицейский, который в ходе нелегальной операции забирает около 10 кг кокаина у наркобарона Хосе Марсиано. В отместку наркодельцы похищают сына полицейского Тома. Две стороны договариваются о встрече в оживлённом ночном клубе, принадлежащем наркокартелю Марсиано. По пятам за Винсентом идут сотрудники службы внутренних расследований. В туалете клуба Винсент прячет мешок с кокаином, но он не знал о том, что его тайно преследует другой продажный коллега — Алекс, который перепрятывает мешок в другое место. В бессонном ночном клубе музыка играет так громко, что никто не замечает перестрелки. После стычки с бандитами Винсент ранен, но ему необходимо сохранить жизнь сына и уйти от преследования.

## В ролях
- Томер Сислей — Винсент
- Серж Рябукин — Хосе Марсиано
- Жюльен Буасселье — Лякомб
- Лоран Стокер — Мануэль
- Бирол Унел — Йилмаз
- Каталина Денис — Жюли
- Джои Стар — Фейдек
- Лиззи Брошере — Винали
- Сами Сегир — Тома

## Ремейк
Джейми Фокс и Мишель Монахан возглавили актерский состав экшн-триллера «Бессонная ночь». Режиссёром англоязычной «Бессонной ночи» выступил Баран бо Одар.

## Примечание
1. ↑  Бессонная ночь. бюджет и сборы - kinobusiness.com. Дата обращения: 13 января 2013. Архивировано из оригинала 8 сентября 2013 года.